# Heliconius pseudocupidineus
Heliconius pseudocupidineus är en fjärilsart som beskrevs av Heinrich Neustetter 1931. Heliconius pseudocupidineus ingår i släktet Heliconius och familjen praktfjärilar. Inga underarter finns listade i Catalogue of Life.